# Associazione Nazionale Veterani e Reduci Garibaldini
L'Associazione Nazionale Veterani e Reduci Garibaldini (A.N.V.R.G.) è un ente morale costituitosi nel 1952, dalle ceneri della Società di mutuo soccorso fra garibaldini fondata da Giuseppe Garibaldi nel 1871, e confluita poi, nel 1898, nella Società Reduci delle patrie battaglie. 
Scopo principale dell'ente è quello di “consolidare ... lo stretto legame esistente fra coloro che ebbero l’onore di indossare in combattimento la gloriosa camicia rossa ... onde ... si rinnovi e si perpetui una tradizione che è vanto del nostro paese e fonte inesauribile di forze ideali e morali al servizio dell’umanità” (art. 2 dello Statuto). 
La sede centrale si trova a Roma, e sul territorio si articola in federazioni regionali e in sezioni. Presidente perpetuo onorario dell'associazione è L'eroe dei due mondi , mentre presidente onorario è Annita Garibaldi Jallet, figlia unica di Sante Garibaldi. Fa parte della Confederazione italiana fra le associazioni combattentistiche e partigiane e pubblica la rivista mensile Camicia rossa .

## Storia

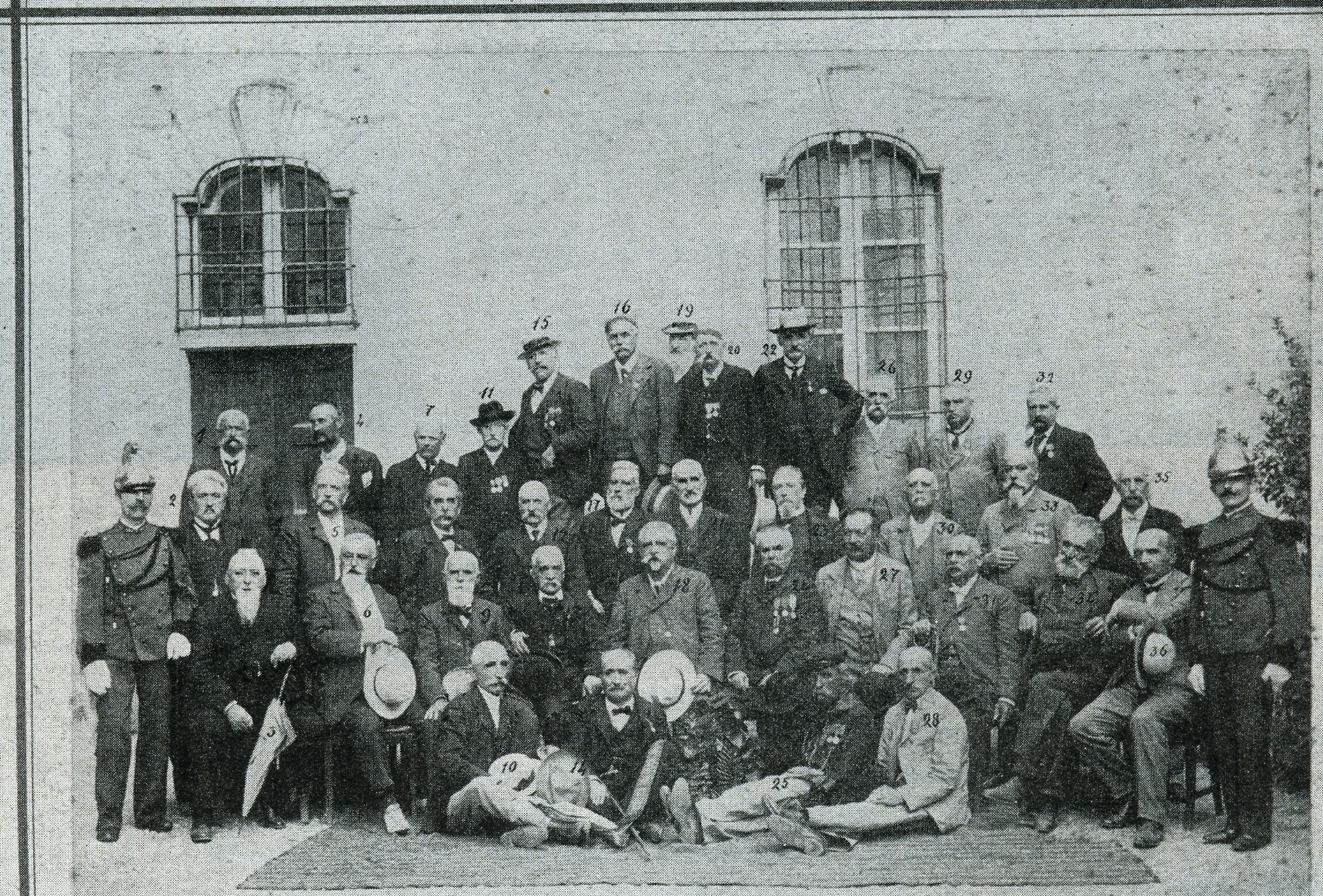
Raduno reduci dei Mille - Pavia 1904

L’ANVRG deriva direttamente e si ispira a quella "Società di Mutuo Soccorso fra garibaldini" che fu fondata dallo stesso Generale Garibaldi nel 1871 e situata nel luogo in cui
nell’antichità c’erano le Terme di Diocleziano . I suoi aderenti confluirono, nel 1898, nella “Società reduci garibaldini”, costituita nel 1870 con il nome “Società dei Reduci delle patrie battaglie” dall’avvocato e patriota pistoiese Giuseppe Gargini (1807-1880) e del politico Severino Sani. Quattro anni dopo l’associazione, che si ispirava fin dall’inizio a principi garibaldini e democratici, pur non portandone ancora il nome, si trasformava formalmente in “Società dei Reduci delle patrie battaglie e democratici progressisti in Pistoia”, per adottare il titolo con il quale è stata poi designata, ed è oggi ricordata, alla metà dell’ultimo decennio del secolo XIX .
La Società raccoglieva iscritti tra le personalità più eminenti della cultura e della politica di quel tempo, tra i quali troviamo gli italiani Cesare Lombroso, Pasquale Villari, Edmondo De Amicis, Antonio Fogazzaro, Salvatore Di Giacomo e Leopoldo Fregoli e gli stranieri John Galsworthy, Maksim Gor'kij, Pierre Loti, Frederic Mistral e Siegfried Wagner . Tra le varie attività di cui si occupò in quel tempo, oltre all'organizzazione di numerose cerimonie commemorative , ricordiamo la raccolta fondi per la costruzione del Monumento a Tito Speri a Brescia e del Monumento a Garibaldi a Ferrara e a Ostiglia , del Mausoleo Ossario Garibaldino sul Gianicolo  e dell'Ara-Ossario dedicato alla battaglia di Mentana.
Nel 1924 la situazione politica italiana, in seguito al delitto Matteotti, determinò la rottura all'interno della associazione fra gli oppositori ed i fautori del fascismo; questi ultimi guidati da Ezio Garibaldi, nipote del condottiero, ebbero allora la meglio costituendo la “Federazione Italiana Volontari Garibaldini” trasformata nel 1936 in “Legione garibaldina”, fortemente coinvolta nel fascismo .
Il 15 luglio 1944, al termine del conflitto bellico, fu ricostituita la "Associazione Nazionale Reduci Garibaldini”, schierata su posizioni antifasciste. Nel 1945, veniva riconosciuto ai reduci della Divisione italiana partigiana Garibaldi che aveva combattuto in Jugoslavia nei due anni precedenti, il diritto di far parte della associazione quali i più autentici continuatori della tradizione garibaldina per avere combattuto volontariamente all’estero per la libertà di un altro popolo, mantenendo una profonda fedeltà alla patria italiana ed alle sue tradizioni democratiche e risorgimentali. In seguito a tale riconoscimento, un forte numero di reduci della citata Divisione si iscrisse alla associazione, ed in quella occasione nella sua denominazione fu inserita la parola “Veterani” per distinguere i “vecchi” garibaldini dai “nuovi” .
Nel 1959, allo scopo di allargare la base alle persone che pur non essendo “combattenti garibaldini” secondo le prescrizioni statutarie, intendevano condividere gli ideali garibaldini e collaborare alla loro diffusione, fu costituita un’associazione parallela denominata “Fratellanza garibaldina” fra discendenti e congiunti di garibaldini, sotto gli auspici ed il patronato dell’ANVRG. Questa è confluita poi nell'ANVRG nei primi anni '90 quando i soci divennero soci ordinari a tutti gli effetti dell'ANVRG.